# Hoëgne
Die Hoëgne ist ein Flüsschen in der belgischen Provinz Lüttich. Sie ist ein rechter Zufluss der Weser, einem Nebenfluss der Ourthe. Sie ist 30 Kilometer lang und gehört zum Einzugsgebiet der Maas.

## Verlauf

### Rû de Polleur
Die Hoëgne entspringt im Polleur-Venn bei Mont Rigi (Weismes). Der Quellfluss trägt hier noch den Namen Rû de Polleur und nimmt nach rund fünf Kilometern den Rû de Herbofaye auf, der in der Gegend um Baraque Michel entspringt.

### Hoëgne
Ab hier trägt der Bach den Namen Hoëgne. Er fließt weiter entlang der Weiler Hockai, Solwaster (wo die Statte einmündet) und dem Dorf Polleur, wo eine historische Brücke, die zur Handelsstraße Tongeren - Trier gehörte, den Bach überquert. Kurz vor Theux mündet die Wayai, die durch Spa fließt, in die Hoëgne. Das Flüsschen fließt weiter durch den Ortskern von Theux und mündet schließlich bei Pepinster von rechts in die Weser.

## Freizeit und Erholung
Der etwa 12 Kilometer lange Rundwanderweg entlang der Hoëgne und der Statte, zwischen Hockai und Solwaster, gehört seit dem ausgehenden 19. Jahrhundert zu den beliebten Wanderstrecken der Region.

## Galerie

Impressionen
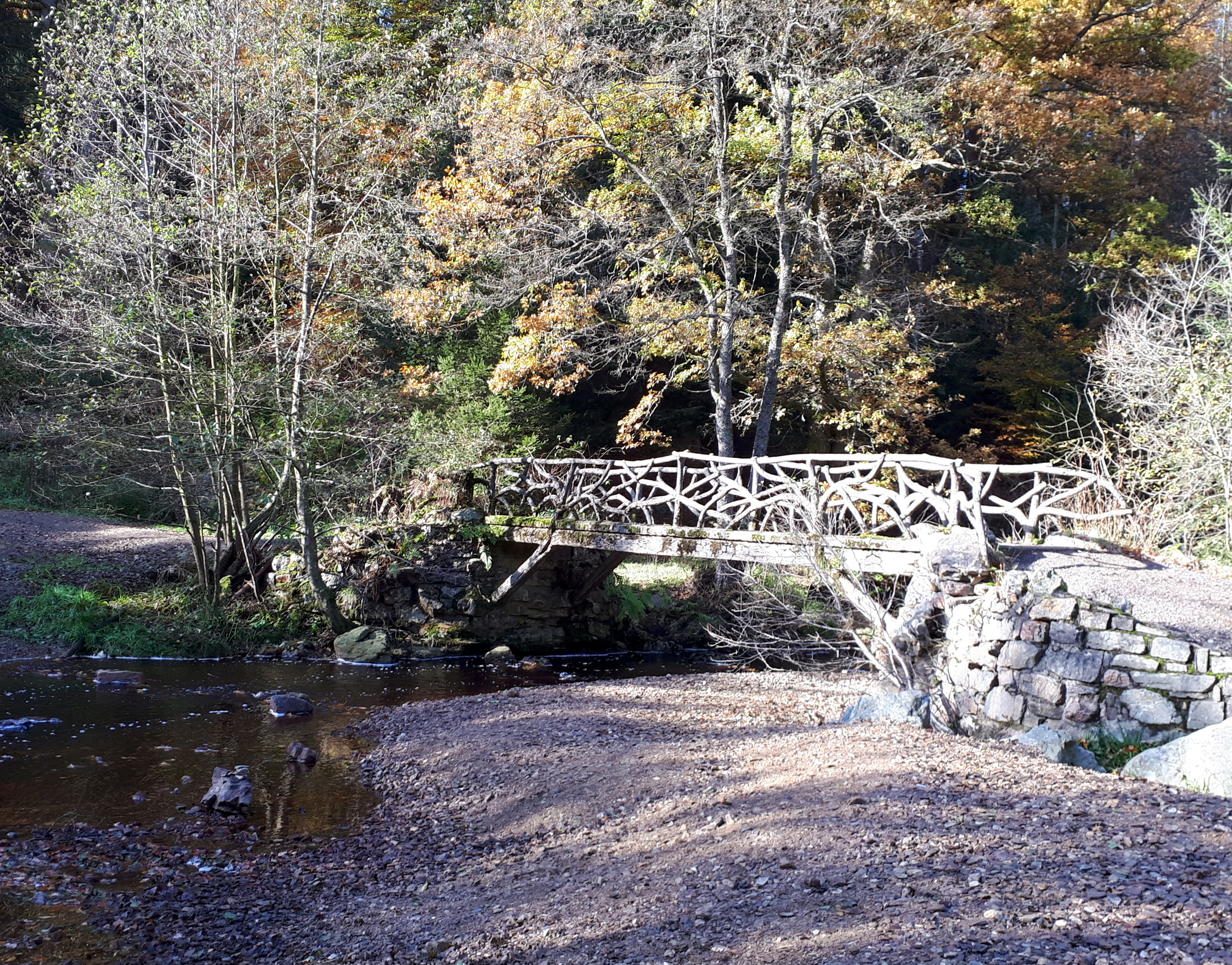
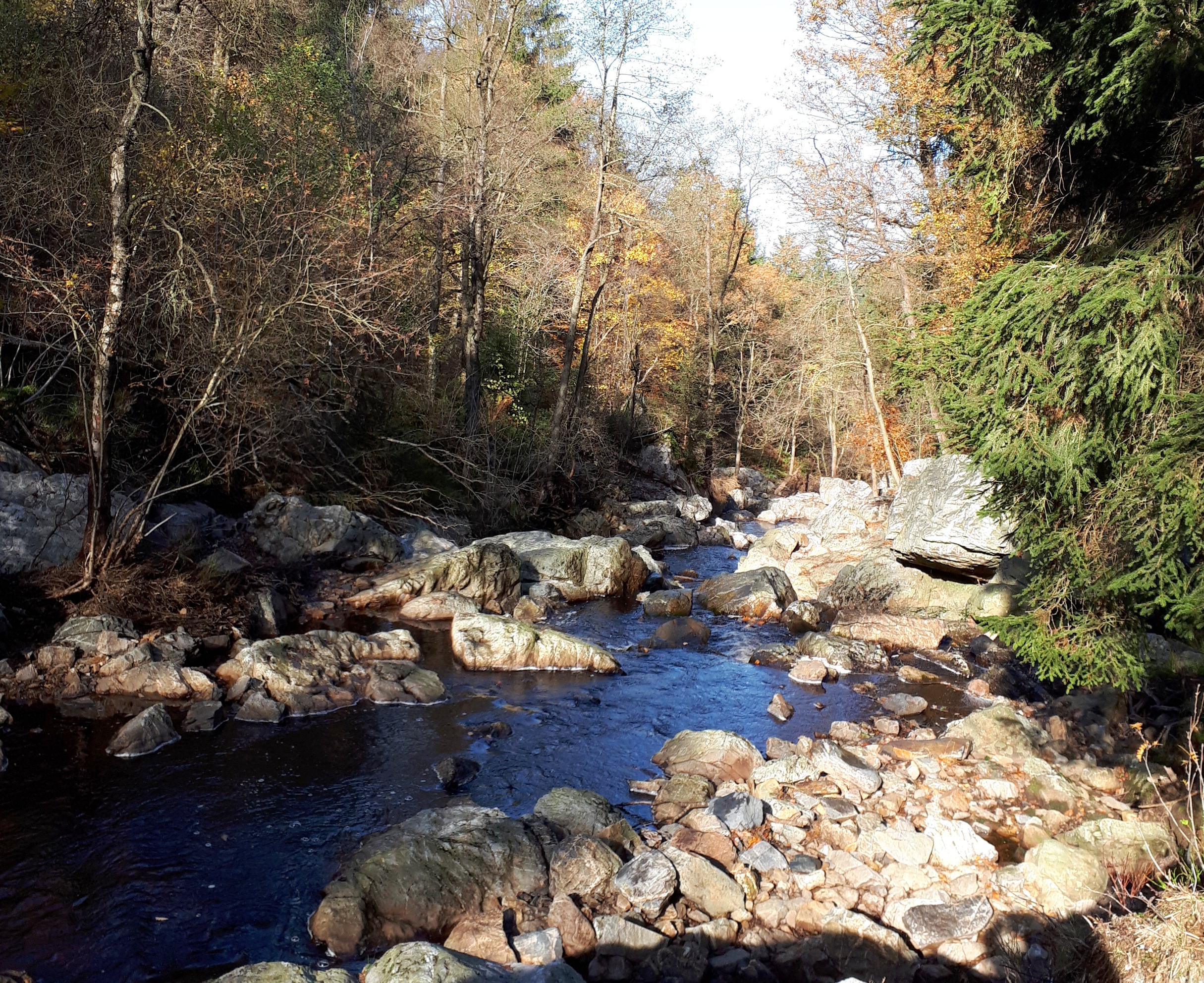
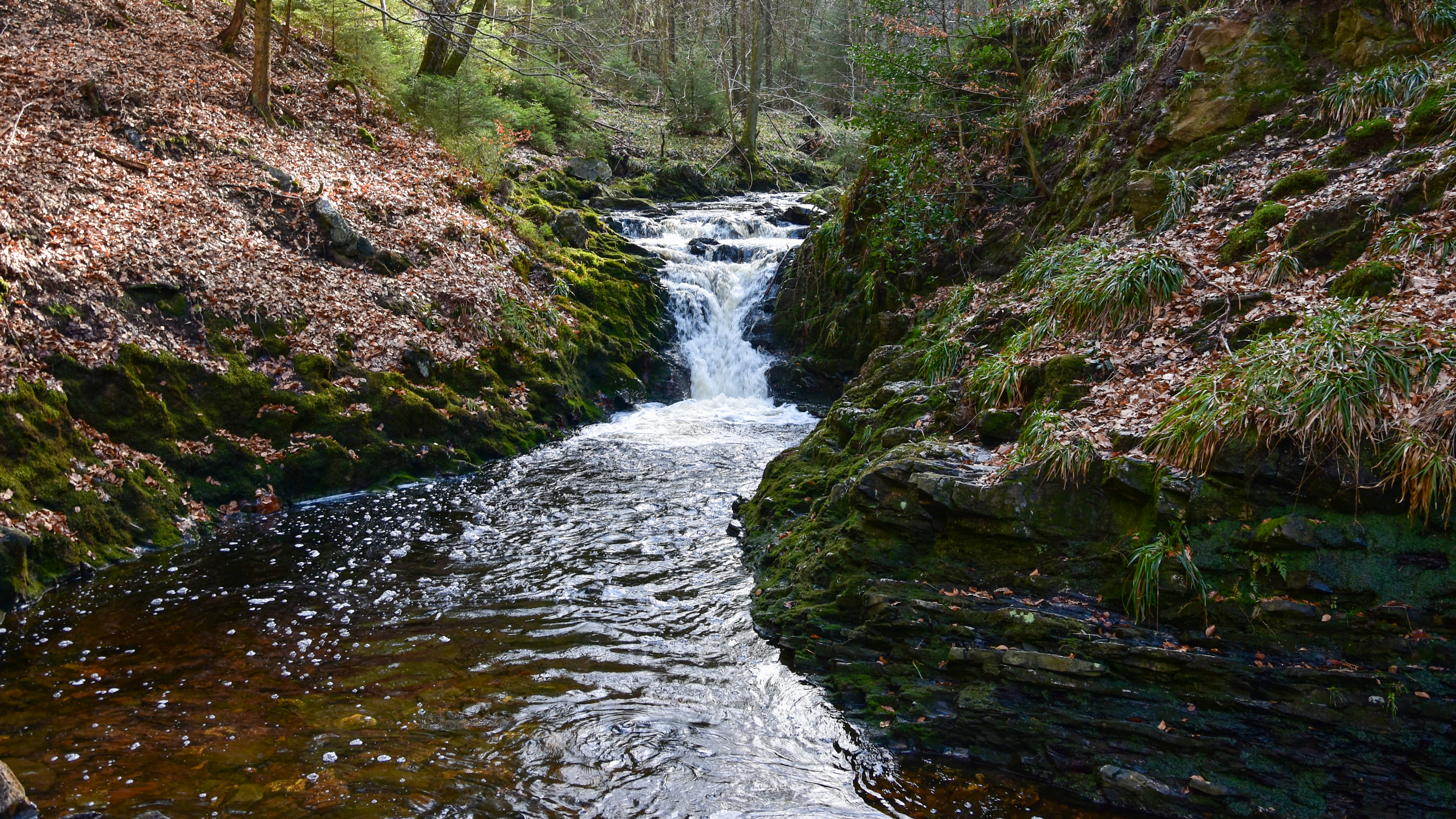
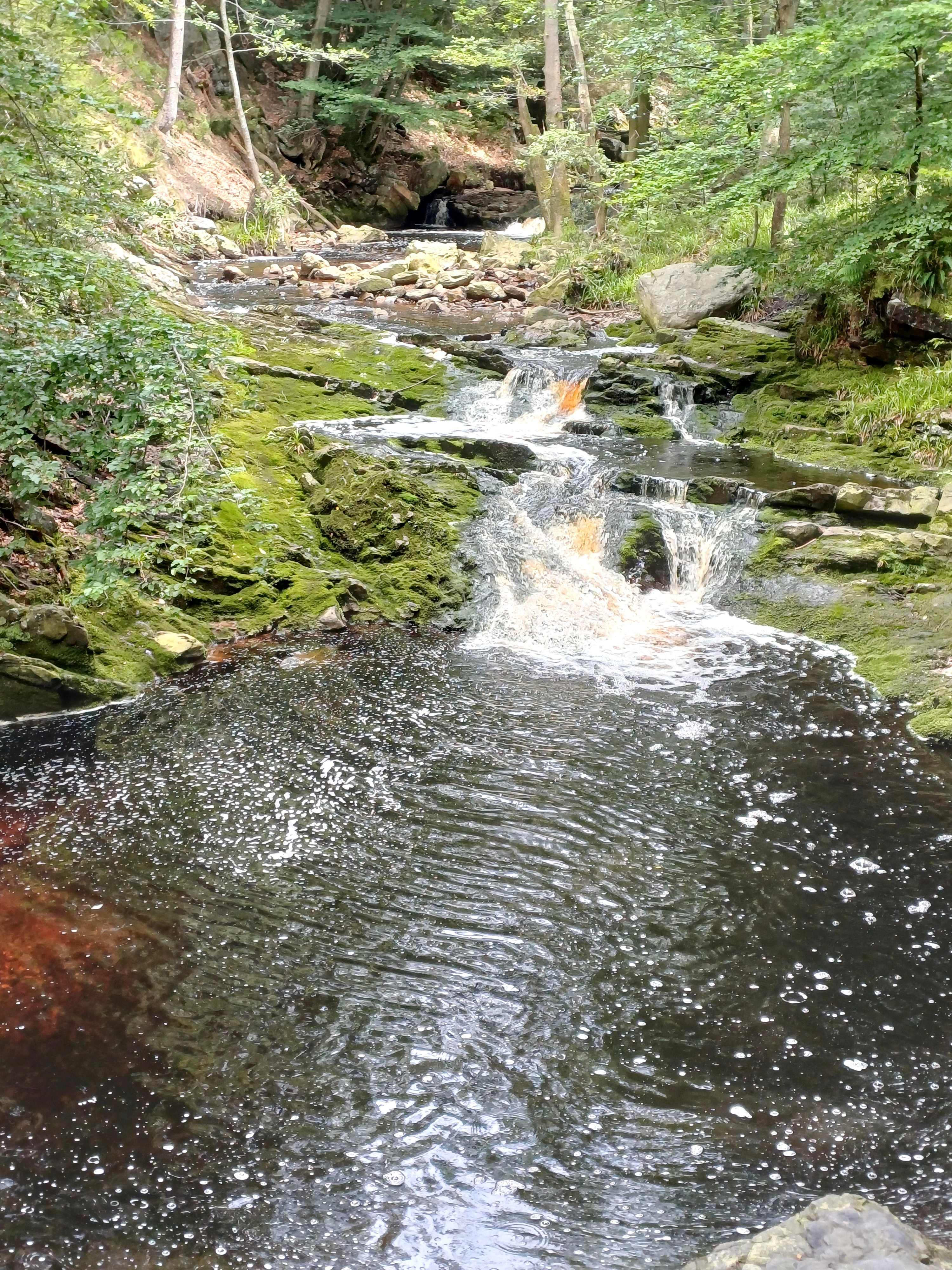
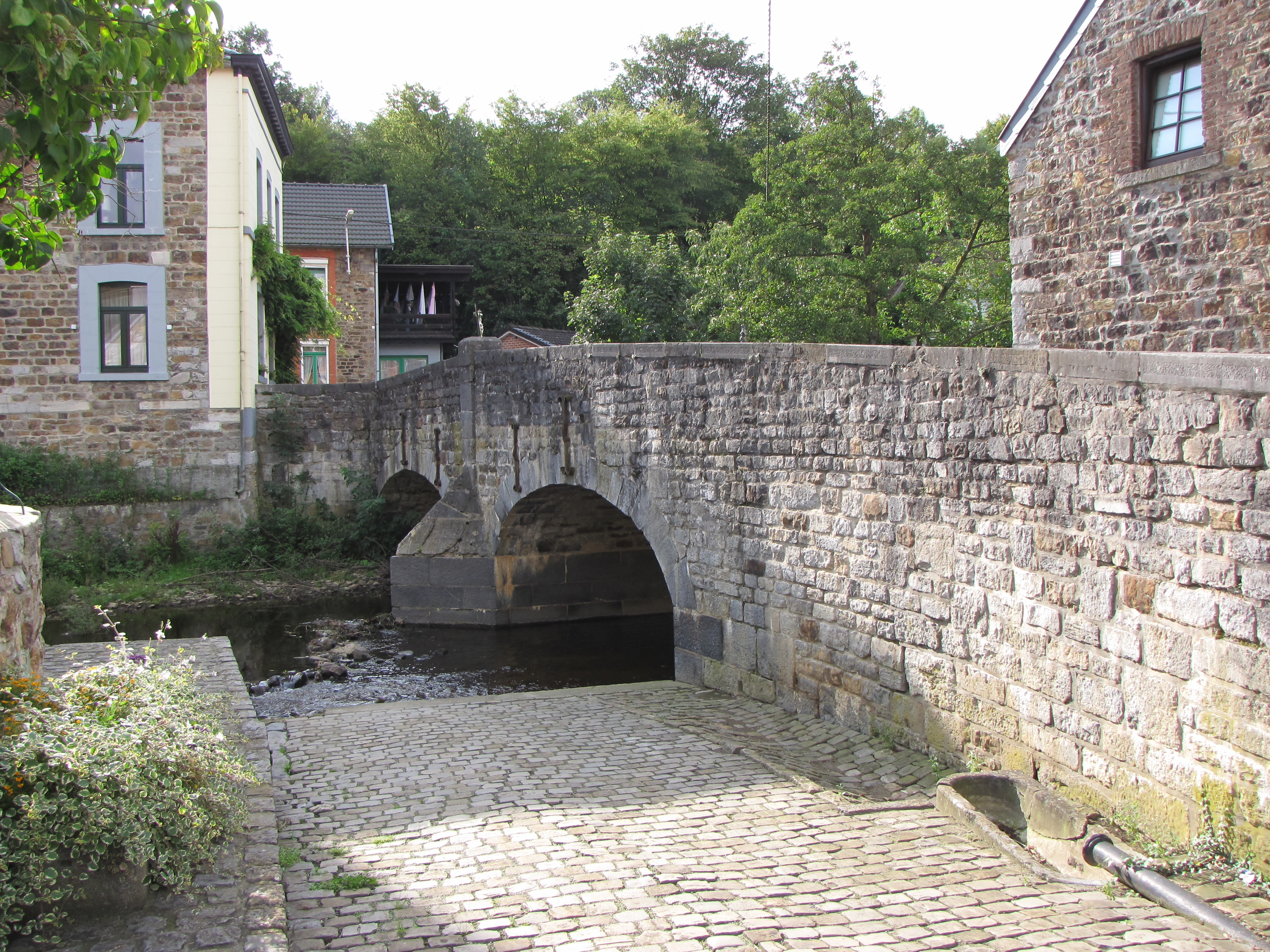